# Cossypha heuglini
Cossypha heuglini là một loài chim trong họ Muscicapidae.

## Hình ảnh

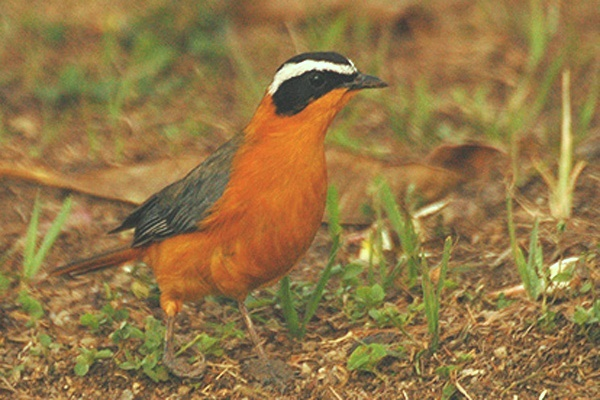
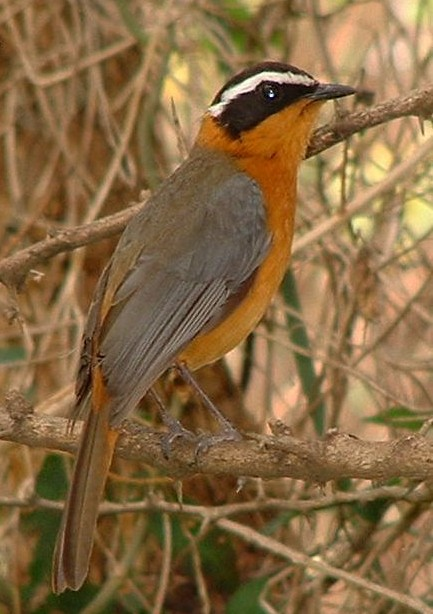
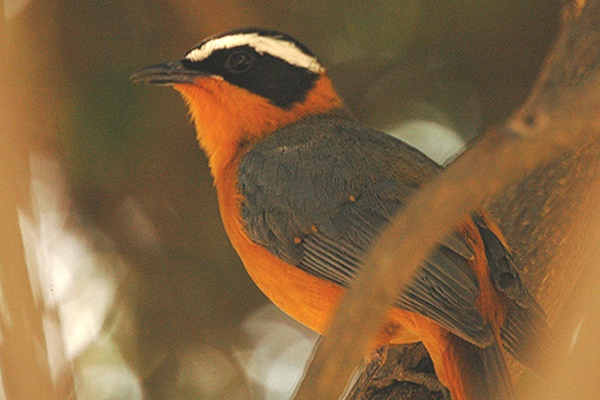